# Bogdan Kunka
Bogdan Kunka (ur. 20 kwietnia 1940 w Pabianicach) – polski działacz partyjny i samorządowy, były I sekretarz Komitetu Miejskiego PZPR w Pabianicach, w latach 1981–1986 prezydent Pabianic.

## Życiorys
Syn Edmunda i Heleny, pochodzi z rodziny robotniczej. Absolwent kierunku społeczno-politycznego w Wyższej Szkole Nauk Społecznych przy KC PZPR (1979), kształcił się także na kursach w Moskwie (1988). Od 1957 zatrudniony w Pabianickich Zakładach Przemysłu Bawełnianego „Pamotex” i Zakładach Przemysłu Bawełnianego im. Armii Ludowej „Alba”, doszedł do stanowiska kierownika ds. inwestycji. Od 1962 działacz Polskiej Zjednoczonej Partii Robotniczej, został I sekretarzem KZ PZPR w „Pamotexie” (1975–1976). W 1979 został członkiem egzekutywy, w 1980 sekretarzem Komitetu Miejskiego w Pabianicach, pełnił funkcję I sekretarza KM PZPR w latach 1980–1981 i 1986–1990. Od lipca 1981 do 1986 zajmował stanowisko prezydenta Pabianic. W 1988 był jednym z inicjatorów odbudowy w Pabianicach Pomnika Niepodległości (Legionisty). W III RP zajął się działalnością biznesową.